# Gauja
Gauja (estonsky a livonsky Koiva) je řeka v Lotyšsku, tvořící též částečně hranici Lotyšska s Estonskem. Je 452 km dlouhá. Povodí má rozlohu 8900 km². Je to jediná velká lotyšská řeka, která pramení a ústí na lotyšském území.

## Průběh toku
Pramení na Vidzemské vysočině, kde protéká přes celou řadu jezer. Ústí do Rižského zálivu.

## Využití
Řeka je splavná. Leží na ní města Strenči, Valmiera, Cēsis, Sigulda. V oblasti měst Valmiera a Sigulda je údolí řeky hluboce zařezané do okolní krajiny a působí velmi malebně. Zachovaly se ruiny zámků ze 13. a 14. století (Sigulda, Turajda, Krimulda).